# Gustav Brockhoff (Jurist)
Gustav Brockhoff (* 15. Juni 1895 in Sayn; † 4. Dezember 1967 in Kassel) war ein deutscher Jurist und Vizepräsident des Bundessozialgerichts (BSG).

## Leben
Brockhoff, Sohn des Bergwerkdirektors Gustav Brockhoff und der Louise Kley (1866–1910) und evangelischer Konfession, studierte von 1914 bis 1919 Rechtswissenschaften an der Eberhard Karls Universität Tübingen und von 1919 bis 1920 in Bonn. Er war seit 1914 Mitglied der Studentenverbindung AG Stuttgardia Tübingen. Er legte 1920 die erste und 1923 die zweite juristische Staatsprüfung ab und wurde 1921 in Gießen zum Dr. iur. promoviert. 
Er war ab 1923 zunächst als Richter und dann von 1925 bis 1954 in der Bergverwaltung tätig. 1954 wurde er Senatspräsident beim Landessozialgericht Nordrhein-Westfalen in Essen. Von 1954 bis zu seiner Pensionierung 1963 war er Senatspräsident beim Bundessozialgericht und ab 1957 Vizepräsident.
Der Rechtswissenschaftler und langjährige Kanzler der Universität Tübingen Max von Rümelin war sein Onkel.
Zum Januar 1933 trat er der DNVP bei. Am 30. Dezember 1937 beantragte er die Aufnahme in die NSDAP und wurde rückwirkend zum 1. Mai desselben Jahres aufgenommen (Mitgliedsnummer 5.303.708). Nach Ende des Zweiten Weltkrieges war er nach der Entnazifizierung zeitweise suspendiert.

## Ehrungen
- Großes Bundesverdienstkreuz